# Isa Halim
Mohammad Isa Bin Abdul Halim, besser bekannt als Isa Halim (* 15. Mai 1986), ist ein singapurischer Fußballspieler.

## Spielerkarriere
Isa Halim spielte als Kind noch Sepak Takraw, ehe er sich mit 13 Jahren für den Fußball entschied. 2001 wurde er für die Nachwuchsmannschaft von Woodlands Wellington verpflichtet. In seiner ersten Profisaison gehörte Isa Halim dort vier Jahre später bereits zur Stammformation und erreichte mit seiner Mannschaft am Saisonende den 3. Tabellenplatz. 2006 wechselte er dann zum Ligakonkurrenten Young Lions, für die er knapp 4 Jahre lang aktiv war. Im Laufe der Saison 2009 ging der defensive Mittelfeldspieler zu Home United, wo er bis 2011 spielte. Zur Saison 2012 wechselte Halim zu dem neu gegründeten Verein Singapur LIONSXII, der in der Malaysia Super League spielt.

## Nationalmannschaft
In der Singapurischen Fußballnationalmannschaft debütierte Isa Halim am 11. Oktober 2005 beim Spiel gegen Kambodscha. Er gewann mit dem Nationalteam die ASEAN-Fußballmeisterschaft 2007 sowie eine Bronzemedaille bei den Südostasienspielen 2007 und 2009. Bei den Spielen 2009 war Isa Halim Kapitän der Nationalmannschaft.

## Erfolge
- Fußball-Südostasienmeisterschaft: 2007 und 2012
- Bronzemedaille bei den Südostasienspielen 2007 und 2009

## Sonstiges
Im Jahr 2008 präsentierte der Singapurer zusammen mit Weltstars wie Lionel Messi, David Villa oder Arjen Robben den Adidas F50 TUNiT Fußballschuh. Isa Halim gehört zu den Repräsentanten der Fußballabteilung von Adidas.